# TV Llano

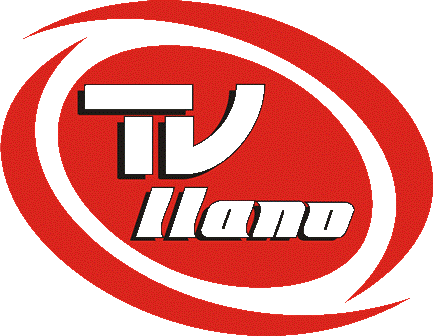
Tu televisión revolucionando la image

TV Llano fue un canal de televisión fundado por el empresario Giovanni d´ Angelis el 25 de marzo de 1995 transmitiendo por la frecuencia 25 de UHF. Sus antenas de transmisiones están ubicadas en los cerros de "El Avendado" y "Platillón". Es el principal canal de televisión del estado Guárico, de capital privado, y de cobertura regional con programación variada y general. ROSCIO TV es en la actualidad su más fuerte competencia. Ocupa el segundo lugar de audiencia a nivel Regional en el 2013 apuesta a una programación de calidad y una expansión de su señal a varios estados del país su antiguo eslogan durante 18 años fue "tu televisión" sustituido por "así es como es". 